# Knoxville (Georgia)
Knoxville es un lugar designado por el censo ubicado en el condado de Crawford en el estado estadounidense de Georgia. En el año 2010 tenía una población de 69 habitantes.

## Geografía
Knoxville se encuentra ubicado en las coordenadas 32°46′26″N 83°59′51″O / 32.77389, -83.99750.